# Daniel Santos
Pour les articles homonymes, voir Daniel Santos (homonymie) et Santos (homonymie).
Daniel Doroteo de los Santos Betancourt alias Daniel Santos (né le 5 février 1916 à Santurce, Porto Rico et mort le 27 novembre 1992 à Ocala, Floride) est un chanteur portoricain et l'un des plus grands interprètes de boléro et de salsa.
Avec Orlando Contreras, ils forment un duo appelé Los Jefes.

## Biographie
Après la Seconde guerre mondiale, il milite pour la décolonisation de Porto Rico et rejoint le Parti nationaliste de Porto Rico. Ses chansons militantes sont censurées (Hermano Boricua, Himno y Bandera, Patriotas, Yankee, go home, etc) et il est inquiété par le FBI.  
Alors qu'il réalise plusieurs tournées en Amérique latine, il est régulièrement incarcéré : au Nicaragua pour s’être exprimé contre la dynastie des Somoza, en République dominicaine pour une blague sur le dictateur Leonidas Trujillo et à Cuba sous le régime de Fulgencio Batista.
Il est l'auteur de la chanson « Sierra Maestra » qu'il envoya aux rebelles du Mouvement du 26 Juillet. Ceux-ci en firent l’hymne de leur organisation et la diffusèrent au début de chaque émission de la radio clandestine Radio Rebelde. Plus tard, il est expulsé du Costa Rica pour sa sympathie affirmée envers la révolution cubaine.

## Discographie
- Mi diario musical, Label : Seeco Tropical, année : 1992
- Los Jefes interpretan a Julio Jaramillo, année : 1991 (hommage au célèbre chanteur équatorien Julio Jaramillo).
- Los Jefes cantan a duo, Label : Teca, Année : 1989
- Daniel Santos y El Conjunto Clasico, Label : Ritmo, Année : 1985
- Exitos con la Sonora Matancera, Label : Seeco Tropical